# خلجان
خِلِجان یکی از روستاهای حومهٔ تبریز بود که از سال ۹۳ خورشیدی به‌ صورتِ رسمی به تبریز الحاق شده و در حال حاضر قسمتی از شهرداری منطقه ۷ تبریز به شمار می‌رود. اين شهر در قسمت جنوب غرب تبريز قرار دارد. طبق آخرين سرشماري نفوس و مسكن در سال ۱۳۹۵ اين شهر داراي حدودا 8000 نفر جمعيت مي باشد. این شهر در جنوب غربی تبریز واقع شده و از طرف شمال و غرب به سردرود و طرف جنوب به روستای ورنق و از طرف شرق با تبریز همسایه است

## نام
كلمه خلجان يك واژه عربي است كه به معناي خداي استخر است كه بي ربط با تعداد زياد قنات ها و چشمه هاي اين منطقه نيست.

## تاريخچه
قدمت شهرک خلجان تا به حال به درستي تخمين زده نشده است اما با توجه به سنگ قبرهاي موجود در قبرستان باباحميد خلجان و همچنين سنگ گهواره موجود در آرامگاه هاي مذهبي قدمت اين ديار فعلا تا سده ۶ و ۷ هجري يعني دوره ايلخانان ثابت گرديده است.

## جاذبه هاي گردشگري ، تاريخي و باستاني
يكي از ويژگي هايي كه رنگ بوي خاصي به منطقه ي خلجان مي دهد قنات هاي آن است. شهر خلجان با بيش از ۴۰ قنات عنوان مهد قنات آذربايجان را يدك مي كشد كه اگر وسعت منطقه را در نظر بگيريم در هيچ كجاي كشور اين تعداد قنات در يك منطقه وجود ندارد و اين قنات ها بزرگترين جاذبه گردشگري اين شهر به حساب مي آيند.
از ديگر مناطق گردشگري خلجان مي توان به غار نعيم، قبرستان تاريخي باباحميد، مرقد صحابه پيامبر ابودجانه انصاري، كوه شاه قلعه و حمام تاریخی خلجان اشاره كرد. لازم به ذکر است که قسمتی از سریال جلال در این حمام تاریخی فیلم برداری شد.

## محصولات كشاورزي
انگور، گوجه سبز، زردآلو، گردو و شاتوت از جمله محصولات این شهر محسوب می‌شوند. 

## صنعت و پيشه
در زمان قدیم شغل عده زیادی از ساکنان این محله، باغداری، دامداری و قالیبافی بود. بافت فرش‌های نفیس در این محله، رواج بسیاری دارد و چندین کارگاه فرش در این محله همچنان فعالیت دارند.